# Kanton Chennevières-sur-Marne
Kanton Chennevières-sur-Marne is een voormalig kanton van het Franse departement Val-de-Marne. Kanton Chennevières-sur-Marne maakte deel uit van het arrondissement Nogent-sur-Marne en telde 17.837 inwoners (1999). 
Het werd opgeheven bij decreet van 17 februari 2014 met uitwerking in maart 2015.

## Gemeenten
Het kanton Chennevières-sur-Marne omvatte enkel de gemeente Chennevières-sur-Marne.